# Illingen, Saarland
Illingen är en kommun i Landkreis Neunkirchen i Saarland, Tyskland. Motorvägen A1 passerar förbi kommunen.
De tidigare kommunerna Hirzweiler, Hüttigweiler, Uchtelfangen, Welschbach och Wustweiler uppgick i Illingen, Saarland 1 januari 1974.